# Hörröds och Södra Lökaröds utmarks naturreservat
Hörröds och Södra Lökaröds utmarks naturreservat är ett naturreservat i Kristianstads kommun och Tomelilla kommun i Skåne län.
Området är naturskyddat sedan 2018 som Hörröds utmark om 6 hektar, vilket utökades 2024  till 138 hektar. Reservatet ligger sydost om Hörröd och består  av en tidigare betesmark på en kulle med enar.